# Einheitliche Regionalwahlen in Japan 2011
Die 17. einheitlichen Regionalwahlen (jap. 第17回統一地方選挙, dai-jūnana-kai tōitsu chihō senkyo) in Japan fanden im April 2011 statt. Am 10. April 2011 wurden zunächst Gouverneure in zwölf Präfekturen, 41 Präfekturparlamente sowie fünf Bürgermeister und 15 Stadträte in den 19 „Großstädten per Regierungserlass“ (seirei shitei toshi) gewählt. In der zweiten Phase fanden am 24. April 2011 rund 1000 Bürgermeister- oder Ratswahlen in weiteren Gemeinden statt, darunter in den meisten der Bezirke Tokios und in vielen kreisfreien Städten. Außerdem wurde eine Nachwahl im 6. Wahlkreis Aichi für das Shūgiin, das Unterhaus des nationalen Parlaments durchgeführt.
Wegen des Tōhoku-Erdbebens wurden auf Grundlage eines Sondergesetzes 31 Wahlen in den am stärksten betroffenen Präfekturen Iwate, Miyagi und Fukushima verschoben, darunter die Gouverneurswahl in Iwate und die Parlamentswahlen in allen drei Präfekturen. Verschoben wurden außerdem die Bürgermeister- und Stadtratswahlen in Mito in der Präfektur Ibaraki.

## Vorgeschichte und Wahlkampf
Das auf nationaler Ebene regierende Kabinett Kan aus Demokratischer Partei (DPJ) und Neuer Volkspartei befand sich in einem Umfragetief und angesichts des „verdrehten Parlaments“ im Streit über haushaltsbezogene Gesetze für das im April 2011 beginnende Fiskaljahr, die die Opposition unter Führung der Liberaldemokratischen Partei blockieren kann. Die DPJ hatte seit 2010 eine Reihe von Präfektur- und Kommunalwahlen verloren, zuletzt im Februar die Gouverneurswahl in Aichi, die gleichzeitig stattfindende Bürgermeisterwahl in der Stadt Nagoya und im März 2011 die vorgezogene Ratswahl in Nagoya.
Am 11. März 2011 ereignete sich das Tōhoku-Erdbeben, dessen Folgen weite Teile Ostjapans betreffen und damit die Kandidatenfindung und den Wahlkampf beeinflussen.

## Präfekturebene

### Gouverneure
Die Gouverneure der Präfekturen werden durch einfache Mehrheitswahl bestimmt. Offizieller Wahlkampfbeginn war der 24. März 2011. Wie 2007 sollten bei den einheitlichen Regionalwahlen 2011 13 Gouverneure zur Wahl stehen, allerdings wurde die Wahl in Iwate verschoben. Für die übrigen 12 Gouverneursposten gab es zu Wahlkampfbeginn insgesamt 39 Bewerber.
Alle zur Wiederwahl stehenden Gouverneure waren wie derzeit insgesamt 46 der 47 Amtsinhaber landesweit formal als Unabhängige gewählt, die meisten Kandidaten waren ebenfalls Unabhängige. Viele wurden aber bei den Wahlen von einer oder mehreren Parteien durch Wahlkampfhilfe oder Wahlempfehlung unterstützt. Bei den meisten Gouverneurswahlen hatte ein Kandidat die explizite oder implizite Unterstützung beider großer Parteien, nur in den Präfekturen Hokkaidō, Tokio und Mie wurden jeweils zwei verschiedene Kandidaten von Liberaldemokratischer Partei (LDP) und Demokratischer Partei (DPJ) gestützt; in allen drei gewann der LDP-gestützte Kandidat.

#### Hokkaidō
In Hokkaidō bewarb sich Gouverneurin Harumi Takahashi mit Unterstützung von LDP und Kōmeitō um eine dritte Amtszeit. DPJ, SDP und NVP unterstützten die Kandidatur von Toshiaki Kimura, einem ehemaligen Beamten des Landwirtschaftsministeriums. Weitere Kandidaten waren Satoshi Miyauchi für die KPJ und Tadashi Katsuya, ehemaliger Vizepräsident des Präfekturparlaments.
| Kandidat                        | Unterstützerparteien            | Unterstützerparteien            | Unterstützerparteien            | Unterstützerparteien            | Stimmen   | Anteil   |
| ------------------------------- | ------------------------------- | ------------------------------- | ------------------------------- | ------------------------------- | --------- | -------- |
| Harumi Takahashi                |                                 |                                 |                                 | LDP, Kōmeitō                    | 1.848.504 | 69,44 %  |
| Toshiaki Kimura                 |                                 |                                 |                                 | DPJ, SDP, NVP                   | 544.319   | 20,45 %  |
| Satoshi Miyauchi                |                                 |                                 |                                 | KPJ                             | 176.544   | 6,63 %   |
| Tadashi Katsuya                 |                                 |                                 |                                 |                                 | 92.491    | 3,47 %   |
| Summe                           | Summe                           | Summe                           | Summe                           | Summe                           | 2.661.858 | 100,00 % |
| ungültige und verlorene Stimmen | ungültige und verlorene Stimmen | ungültige und verlorene Stimmen | ungültige und verlorene Stimmen | ungültige und verlorene Stimmen | 30.071    | 1,11 %   |
| Wahlbeteiligung                 | Wahlbeteiligung                 | Wahlbeteiligung                 | Wahlbeteiligung                 | Wahlbeteiligung                 | 2.691.929 | 59,46 %  |

#### Tokio

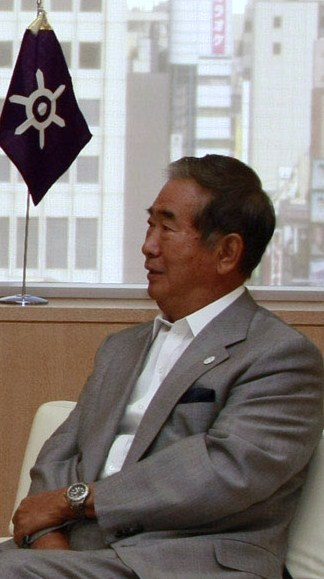
Gouverneur Ishihara

In der bevölkerungsreichsten Präfektur Tokio hatte der langjährige Amtsinhaber Shintarō Ishihara, ein ehemaliger LDP-Politiker, der der konservativen LDP-Abspaltung Tachiagare Nippon nahesteht, lange offengelassen, ob er erneut kandidiert. Sein älterer Sohn Nobuteru, derzeit LDP-Generalsekretär und Vorsitzender des LDP-Präfekturverbandes, und andere konservative Führungspolitiker sprachen sich für eine weitere Kandidatur seines Vaters aus. Anfang März 2011 meldeten nationale Medien zunächst, dass sich Ishihara zurückziehen wolle, er erklärte aber am 14. März seine erneute Kandidatur.
Die Demokratische Partei hatte lange offengelassen, ob sie einen eigenen Kandidaten nominiert oder einen anderen Kandidaten unterstützt. Unter anderem galten die Verwaltungsministerin Renhō, die 2010 ein Rekordergebnis in Tokio bei den Wahlen für das nationale Oberhaus erzielte, und Wirtschaftsminister Banri Kaieda als mögliche Kandidaten. Shigefumi Matsuzawa, bisher Gouverneur von Kanagawa und ehemaliges Mitglied der Demokratischen Partei, hatte am 1. März 2011 seine Kandidatur erklärt, am 14. März nach dem Tōhoku-Erdbeben aber wieder zurückgezogen.
Im Präfekturparlament, das mit Ausnahme einer Nachwahl in Suginami nicht neu gewählt wurde, sind seit der Wahl 2009 die Demokraten stärkste Partei; es steht mit Gouverneur Ishihara unter anderem über den geplanten Umzug des Marktes Tsukiji und den Haushalt im Konflikt.
Die wichtigsten der insgesamt elf Kandidaten waren:
- Shintarō Ishihara, ehemaliger Schriftsteller, Abgeordneter und Minister und seit 1999 Gouverneur der Präfektur Tokio, der ohne formale Empfehlung der Parteien aus LDP und Kōmeitō unterstützt wurde,
- Hideo Higashikokubaru, ehemaliger Komiker und bis Januar 2011 Gouverneur der Präfektur Miyazaki,[8]
- der Unternehmer (Watami-Gruppe) Miki Watanabe, der ohne formale Unterstützung der Partei aus der demokratischen Fraktion im Präfekturparlament unterstützt wurde und
- Akira Koike, ein ehemaliger Abgeordneter der KPJ im nationalen Oberhaus.

| Kandidat                        | Unterstützerparteien            | Unterstützerparteien                                                                                            | Stimmen   | Anteil  |
| ------------------------------- | ------------------------------- | --- | --------- | ------- |
| Shintarō Ishihara               |                                 | – (teilweise/inoffiziell: LDP, Kōmeitō)                                                                         | 2.615.120 | 43,4 %  |
| Hideo Higashikokubaru           |                                 | – | 1.690.669 | 28,1 %  |
| Miki Watanabe                   |                                 | – (teilweise/inoffiziell: DPJ)                                                                                  | 1.013.132 | 16,8 %  |
| Akira Koike                     |                                 | KPJ | 623.913   | 10,4 %  |
| „Dr. NakaMats“                  |                                 | – | 48.672    | 0,8 %   |
| Yūjirō Taniyama                 |                                 | – | 10.300    | 0,2 %   |
| Keigo Furukawa                  |                                 | – | 6.389     | 0,1 %   |
| Takeshi Sugita                  |                                 | Atarashii Nippon („Neues Japan“)                                                                                | 5.475     | 0,1 %   |
| Mac Akasaka                     |                                 | Sumairu-tō („Smile-Partei“)                                                                                     | 4.598     | 0,1 %   |
| Osamu Ogami                     |                                 | Tōkyō Ishin no Kai                                                                                              | 3.793     | 0,1 %   |
| Kenji Himeji                    |                                 | Heiwa-tō kakuheiki haizetsu heiwa undō („Friedenspartei – Friedensbewegung für die Abschaffung von Kernwaffen“) | 3.278     | 0,1 %   |
| Summe                           | Summe                           | Summe | 6.025.339 | 100,0 % |
| ungültige und verlorene Stimmen | ungültige und verlorene Stimmen | ungültige und verlorene Stimmen                                                                                 | 47.265    | 0,8 %   |
| Wahlbeteiligung                 | Wahlbeteiligung                 | Wahlbeteiligung                                                                                                 | 6.072.604 | 57,8 %  |

#### Kanagawa
In der Präfektur Kanagawa hatte Amtsinhaber Shigefumi Matsuzawa zunächst angekündigt, für das Gouverneursamt in Tokio kandidieren zu wollen, sich aber später zurückgezogen. Er bewarb sich nicht für eine dritte Amtszeit in Kanagawa. DPJ, LDP und Kōmeitō unterstützen daraufhin den ehemaligen Nachrichtensprecher Yūji Kuroiwa als Nachfolger, Gegenkandidaten waren Jun'ichi Tsuyuki, ehemaliger Bürgermeister von Kaisei, dessen Kandidatur von Minna no Tō und den Regionalparteien Kanagawa Network und Network Yokohama unterstützt wurde, die KPJ-gestützte Hiroko Kamoi und der Immobilienhändler Osamu Teruya.
| Kandidat                        | Unterstützerparteien            | Unterstützerparteien            | Unterstützerparteien                      | Stimmen   | Anteil  |
| ------------------------------- | ------------------------------- | ------------------------------- | ----------------------------------------- | --------- | ------- |
| Yūji Kuroiwa                    |                                 |                                 | Kōmeitō (teilweise/inoffiziell: DPJ, LDP) | 1.728.826 | 55,5 %  |
| Jun'ichi Tsuyuki                |                                 |                                 | Minna, Kanagawa Network, Network Yokohama | 821.981   | 26,4 %  |
| Hiroko Kamoi                    |                                 |                                 | KPJ                                       | 466.223   | 15,0 %  |
| Osamu Teruya                    |                                 |                                 |                                           | 99.751    | 3,2 %   |
| Summe                           | Summe                           | Summe                           | Summe                                     | 3.116.817 | 100,0 % |
| ungültige und verlorene Stimmen | ungültige und verlorene Stimmen | ungültige und verlorene Stimmen | ungültige und verlorene Stimmen           | 148.296   | 4,5 %   |
| Wahlbeteiligung                 | Wahlbeteiligung                 | Wahlbeteiligung                 | Wahlbeteiligung                           | 3.265.113 | 45,2 %  |

#### Fukui
In der Präfektur Fukui bewarb sich Amtsinhaber Issei Nishikawa formal unterstützt von LDP, Kōmeitō als De-facto-Kandidat der drei größten Parteien um eine dritte Amtszeit. Gegenkandidat für die KPJ war wie bereits 2007 Kunihiro Uno.
| Kandidat               | Unterstützerparteien   | Unterstützerparteien   | Unterstützerparteien   | Stimmen | Anteil  |
| ---------------------- | ---------------------- | ---------------------- | ---------------------- | ------- | ------- |
| Issei Nishikawa        |                        |                        | LDP, Kōmeitō           | 298.307 | 81,6 %  |
| Kunihiro Uno           |                        |                        | KPJ                    | 67.459  | 18,4 %  |
| Summe                  | Summe                  | Summe                  | Summe                  | 365.766 | 100,0 % |
| ungültige Stimmen etc. | ungültige Stimmen etc. | ungültige Stimmen etc. | ungültige Stimmen etc. | 9.467   | 2,5 %   |
| Wahlbeteiligung        | Wahlbeteiligung        | Wahlbeteiligung        | Wahlbeteiligung        | 375.233 |         |

#### Mie
In Mie zog sich Gouverneur Akihiko Noro nach zwei Amtszeiten zurück. Um die Nachfolge bewarb sich mit LDP-Unterstützung Eikei Suzuki, ehemaliger Beamter des Wirtschaftsministeriums und LDP-Kandidat bei den Unterhauswahlen 2009 im 2. Wahlkreis Mie, dem Wahlkreis von Masaharu Nakagawa. Auch Minna no Tō und Genzei Nippon unterstützten Suzukis Kandidatur. Die DPJ unterstützte die Kandidatur von Naohisa Matsuda, bisher Bürgermeister von Tsu, KPJ-gestützte Kandidatin war Emi Okano.
| Kandidat               | Unterstützerparteien   | Unterstützerparteien   | Unterstützerparteien   | Unterstützerparteien   | Stimmen | Anteil  |
| ---------------------- | ---------------------- | ---------------------- | ---------------------- | ---------------------- | ------- | ------- |
| Eikei Suzuki           |                        |                        |                        | LDP, Kōmeitō, Minna    | 379.472 | 46,5 %  |
| Naohisa Matsuda        |                        |                        |                        | DPJ                    | 369.105 | 45,2 %  |
| Emi Okano              |                        |                        |                        | KPJ                    | 68.253  | 8,4 %   |
| Summe                  | Summe                  | Summe                  | Summe                  | Summe                  | 816.830 | 100,0 % |
| ungültige Stimmen etc. | ungültige Stimmen etc. | ungültige Stimmen etc. | ungültige Stimmen etc. | ungültige Stimmen etc. | 13.519  | 1,6 %   |
| Wahlbeteiligung        | Wahlbeteiligung        | Wahlbeteiligung        | Wahlbeteiligung        | Wahlbeteiligung        | 830.349 | 55,7 %  |

#### Nara
Amtsinhaber Shōgo Arai wurde in der Präfektur Nara für eine zweite Amtszeit wiedergewählt. Gegenkandidaten waren der ehemalige kommunistische Präfekturparlamentsabgeordnete Shigekazu Kitano, der wie Arai eine Teilnahme Naras am „Zweckverband Kansai“ ablehnte, und Shunji Shiomi, Präsident der Ärztekammer der Präfektur, der seine Kandidatur erst am 23. März erklärt hatte.
| Kandidat                        | Unterstützerparteien            | Unterstützerparteien            | Stimmen | Anteil  |
| ------------------------------- | ------------------------------- | ------------------------------- | ------- | ------- |
| Shōgo Arai                      |                                 | LDP, Kōmeitō                    | 292.654 | 50,8 %  |
| Shunji Shiomi                   |                                 |                                 | 223.519 | 38,8 %  |
| Shigekazu Kitano                |                                 | KPJ                             | 60.301  | 10,5 %  |
| Summe                           | Summe                           | Summe                           | 576.491 | 100,0 % |
| ungültige und verlorene Stimmen | ungültige und verlorene Stimmen | ungültige und verlorene Stimmen | 19.458  | 3,3 %   |
| Wahlbeteiligung                 | Wahlbeteiligung                 | Wahlbeteiligung                 | 595.949 | 52,7 %  |

#### Tottori
Mit Unterstützung von LDP und Kōmeitō trat in Tottori der seit 2007 amtierende Gouverneur Shinji Hirai erneut an. Einzige Gegenkandidatin war mit KPJ-Unterstützung Junko Yamauchi vom Shin Nihon fujin no kai, einer kommunistisch beeinflussten Bewegung für Geschlechtergleichstellung.
| Kandidat                        | Unterstützerparteien            | Unterstützerparteien            | Unterstützerparteien            | Stimmen | Anteil   |
| ------------------------------- | ------------------------------- | ------------------------------- | ------------------------------- | ------- | -------- |
| Shinji Hirai                    |                                 |                                 | LDP, Kōmeitō                    | 255.367 | 91,67 %  |
| Junko Yamauchi                  |                                 |                                 | KPJ                             | 23.218  | 8,33 %   |
| Summe                           | Summe                           | Summe                           | Summe                           | 278.585 | 100,00 % |
| ungültige und verlorene Stimmen | ungültige und verlorene Stimmen | ungültige und verlorene Stimmen | ungültige und verlorene Stimmen | 4.369   | 1,54 %   |
| Wahlbeteiligung                 | Wahlbeteiligung                 | Wahlbeteiligung                 | Wahlbeteiligung                 | 282.954 | 59,11 %  |

#### Shimane
Gegen Shimanes Gouverneur Zembē Mizoguchi, der mit LDP-Kōmeitō-Unterstützung für eine zweite Amtszeit kandidierte, trat nur Shin’ichi Mukose (KPJ) an; Tadao Sasaki (ehemals unter anderem Mitglied der Liberalen Liga) zog eine vorher erklärte Kandidatur am 22. März zurück. Ein weiterer Kandidat, der ehemalige Angestellte Shigeki Abe, hatte seine Kandidatur nach dem Tōhoku-Erdbeben widerrufen.
| Kandidat                        | Unterstützerparteien            | Unterstützerparteien            | Unterstützerparteien            | Stimmen | Anteil   |
| ------------------------------- | ------------------------------- | ------------------------------- | ------------------------------- | ------- | -------- |
| Zembē Mizoguchi                 |                                 |                                 | LDP, Kōmeitō                    | 269.636 | 88,93 %  |
| Shin’ichi Mukose                |                                 |                                 | KPJ                             | 33.571  | 11,07 %  |
| Summe                           | Summe                           | Summe                           | Summe                           | 303.207 | 100,00 % |
| ungültige und verlorene Stimmen | ungültige und verlorene Stimmen | ungültige und verlorene Stimmen | ungültige und verlorene Stimmen | 4.148   | 1,35 %   |
| Wahlbeteiligung                 | Wahlbeteiligung                 | Wahlbeteiligung                 | Wahlbeteiligung                 | 307.355 | 52,7 %   |

#### Tokushima
In Tokushima bewarb sich Amtsinhaber Kamon Iizumi um eine dritte Amtszeit. Die Demokratische Partei verzichtete auf einen eigenen Kandidaten, die Kōmeitō unterstützte ihn ebenfalls. KPJ-Gegenkandidatin war Chiyoko Yamamoto.
| Kandidat                        | Unterstützerparteien            | Unterstützerparteien            | Stimmen | Anteil   |
| ------------------------------- | ------------------------------- | ------------------------------- | ------- | -------- |
| Kamon Iizumi                    |                                 |                                 | 262.440 | 82,19 %  |
| Chiyoko Yamamoto                |                                 | KPJ                             | 56.887  | 17,81 %  |
| Summe                           | Summe                           | Summe                           | 319.327 | 100,00 % |
| ungültige und verlorene Stimmen | ungültige und verlorene Stimmen | ungültige und verlorene Stimmen | 8.362   | 2,55 %   |
| Wahlbeteiligung                 | Wahlbeteiligung                 | Wahlbeteiligung                 | 327.689 | 50,55 %  |

#### Fukuoka
In Fukuoka der bevölkerungsreichsten Präfektur auf Kyūshū trat Gouverneur Wataru Asō nach vier Amtszeiten nicht mehr an. Die drei größten Parteien DPJ, LDP und Kōmeitō sowie die SDP und die NVP unterstützen den ehemaligen MITI-Beamten Hiroshi Ogawa. Die LDP Fukuoka hatte eine Kandidatur des Präfekturparlamentsabgeordneten Isao Kurauchi erwogen, aber im Februar 2011 verworfen, nachdem die Unterstützung Ogawas durch die lokale LDP-Größe Tarō Asō den Präfekturverband zu spalten drohte. KPJ-gestützter Kandidat für die Gouverneurswahl war Takaaki Tamura, ein ehemaliges Mitglied des Rates der Stadt Kitakyūshū.
| Kandidat          | Unterstützerparteien | Unterstützerparteien                                | Stimmen   | Anteil  |
| ----------------- | -------------------- | --------------------------------------------------- | --------- | ------- |
| Hiroshi Ogawa     |                      | Kōmeitō, SDP, NVP (teilweise/inoffiziell: DPJ, LDP) | 1.128.853 | 70,4 %  |
| Takaaki Tamura    |                      | KPJ                                                 | 474.445   | 29,6 %  |
| Summe             | Summe                | Summe                                               | 1.603.298 | 100,0 % |
| ungültige Stimmen | ungültige Stimmen    | ungültige Stimmen                                   | 83.712    | 5,0 %   |
| Wahlbeteiligung   | Wahlbeteiligung      | Wahlbeteiligung                                     | 1.687.010 | 41,52 % |

#### Saga
In Saga stand gegen eine dritte Amtszeit von Gouverneur Yasushi Furukawa nur die KPJ-gestützte Kandidatur von Masakatsu Hirabayashi.
| Kandidat               | Unterstützerparteien   | Unterstützerparteien   | Unterstützerparteien   | Stimmen | Anteil   |
| ---------------------- | ---------------------- | ---------------------- | ---------------------- | ------- | -------- |
| Yasushi Furukawa       |                        |                        | LDP, Kōmeitō           | 337.269 | 85,44 %  |
| Masakatsu Hirabayashi  |                        |                        | KPJ                    | 57.461  | 14,56 %  |
| Summe                  | Summe                  | Summe                  | Summe                  | 394.730 | 100,00 % |
| ungültige Stimmen etc. | ungültige Stimmen etc. | ungültige Stimmen etc. | ungültige Stimmen etc. | 8.149   | 2,02 %   |
| Wahlbeteiligung        | Wahlbeteiligung        | Wahlbeteiligung        | Wahlbeteiligung        | 402.879 | 59,41 %  |

#### Ōita
Amtsinhaber Katsusada Hirose bewarb sich in der Präfektur Ōita mit Unterstützung von LDP, Kōmeitō und SDP für eine vierte Amtszeit. Kommunistischer Gegenkandidat war Noboru Mieno, bereits 2007 Hiroses einziger Herausforderer.
| Kandidat               | Unterstützerparteien   | Unterstützerparteien   | Unterstützerparteien   | Unterstützerparteien   | Stimmen | Anteil   |
| ---------------------- | ---------------------- | ---------------------- | ---------------------- | ---------------------- | ------- | -------- |
| Katsusada Hirose       |                        |                        |                        | LDP, Kōmeitō, SDP      | 476.847 | 88,06 %  |
| Noboru Mieno           |                        |                        |                        | KPJ                    | 64.646  | 11,94 %  |
| Summe                  | Summe                  | Summe                  | Summe                  | Summe                  | 541.493 | 100,00 % |
| ungültige Stimmen etc. | ungültige Stimmen etc. | ungültige Stimmen etc. | ungültige Stimmen etc. | ungültige Stimmen etc. | 9.215   | 1,67 %   |
| Wahlbeteiligung        | Wahlbeteiligung        | Wahlbeteiligung        | Wahlbeteiligung        | Wahlbeteiligung        | 550.708 | 56,44 %  |

### Parlamente
Geplant waren Wahlen für alle Präfekturparlamente mit Ausnahme von Ibaraki, Tokio und Okinawa; wegen des Tōhoku-Erdbebens wurden die Wahlen in Iwate, Miyagi und Fukushima verschoben, weshalb nur 41 Parlamentswahlen am 10. April 2011 stattfanden. Die Abgeordneten werden durch nicht übertragbare Einzelstimmgebung – in Einmandatswahlkreisen identisch mit einfacher Mehrheitswahl – überwiegend in Mehrmandatswahlkreisen bestimmt. Offizieller Wahlkampfbeginn war der 1. April 2011.
In allen zur Wahl stehenden Parlamenten war die Liberaldemokratische Partei stärkste Partei (Stand: 31. Dezember 2009). Landesweit traten für die 2.330 Parlamentssitze 3.457 Kandidaten an, von denen 410 mangels Gegenkandidaten ohne Abstimmung gewählt wurden (DPJ 50, LDP 265, Kōmeitō 8). 347 Kandidaten waren Frauen. LDP und Kōmeitō kooperieren teilweise bei der Kandidatennominierung, die Neue Volkspartei hat im Streit über eine Revision der Postprivatisierung kurz vor Wahlkampfauftakt ihre Wahlempfehlung für 311 Parlaments- sowie 74 Stadtratskandidaten der Demokratischen Partei zurückgezogen. Für die Parlamentswahlen stellten die nationalen Parteien insgesamt: die LDP 1.243 Kandidaten, die DPJ 572, die Kōmeitō 172, die KPJ 225, die SDP 45, die Minna no Tō 103 und Tachiagare Nippon einen, 933 Kandidaten sind ohne formale Nominierung einer Partei.
Erhöhte nationale Aufmerksamkeit erhielten unter anderem die Parlamentswahlen in Osaka und Aichi, wo die Regionalparteien Ōsaka Ishin no Kai und Genzei Nippon (im Bündnis mit dem Nihon-ichi Aichi no Kai von Gouverneur Hideaki Ōmura) die Position der etablierten Parteien bedrohten. Das Ishin no Kai gewann eine absolute Mehrheit der Sitze, Genzei Nippon konnte zwar als drittstärkste Partei in das Parlament von Aichi einziehen, konnte aber außerhalb der Stadt Nagoya nur wenige Kandidaten ins Parlament bringen. Mit Ausnahme der Präfektur Osaka blieb die LDP in allen Parlamenten trotz leichter Sitzverluste stärkste Partei, die DPJ fiel landesweit von 384 vor der Wahl auf 346 Mandate zurück (nach 2328 ausgezählten von insgesamt 2330 Sitzen; die fehlenden Mandate kamen aus der Präfektur Chiba: im zweimandatigen Wahlkreis Stadt Urayasu fiel die Wahl erdbebenbedingt aus und wurde am 22. Mai nachgeholt). Landesweite Gewinne verzeichnete die wirtschaftsliberale Minna no Tō von Yoshimi Watanabe, die in mehrere Präfekturparlamente einzog, darunter in Watanabes Heimatpräfektur Tochigi als zweitstärkste Kraft. Kommunisten und Sozialdemokraten verloren leicht an Mandaten und sind in einigen Parlamenten nicht mehr vertreten.
| Partei | Partei                       | Stimmen    | Anteil  | Änderung (zur letzten Wahl) | Abgeordnete | Änderung (zur letzten Wahl) | davon ohne Abstimmung |
| ------ | ---------------------------- | ---------- | ------- | --------------------------- | ----------- | --------------------------- | --------------------- |
|        | Liberaldemokratische Partei  | 12.554.430 | 37,6 %  | −1,0                        | 1119        | −18                         | 265                   |
|        | Demokratische Partei         | 5.842.573  | 16,4 %  | −1,4                        | 346         | +12                         | 50                    |
|        | Kōmeitō                      | 2.548.429  | 7,6 %   | −0,3                        | 171         | −2                          | 8                     |
|        | Kommunistische Partei Japans | 1.878.498  | 5,6 %   | −1,9                        | 80          | −14                         | 4                     |
|        | Minna no Tō                  | 1.141.242  | 3,4 %   | (+3,4)                      | 41          | (+41)                       | 0                     |
|        | Sozialdemokratische Partei   | 307.414    | 0,9 %   | −0,7                        | 30          | (−14)                       | 6                     |
|        | Neue Volkspartei             | 8.824      | 0,0 %   | −0,1                        | 0           | −1                          | 0                     |
|        | Tachiagare Nippon            | 8.604      | 0,0 %   | (+0,0)                      | 1           | (+1)                        | 0                     |
|        | Sonstige                     | 2.197.626  | 6,6 %   | (+4,8)                      | 98          | (+62)                       | 11                    |
|        | Unabhängige                  | 7.009.792  | 20,9 %  | −5,6                        | 442         | −112                        | 66                    |
| Summe  | Summe                        | 33.497.432 | 100,0 % | –                           | 2328        | −87                         | 410                   |

| Nordjapan (aufgeschoben: Iwate, Miyagi, Fukushima)     | Nordjapan (aufgeschoben: Iwate, Miyagi, Fukushima) | Nordjapan (aufgeschoben: Iwate, Miyagi, Fukushima) | Nordjapan (aufgeschoben: Iwate, Miyagi, Fukushima) | Nordjapan (aufgeschoben: Iwate, Miyagi, Fukushima) | Nordjapan (aufgeschoben: Iwate, Miyagi, Fukushima) | Nordjapan (aufgeschoben: Iwate, Miyagi, Fukushima) | Nordjapan (aufgeschoben: Iwate, Miyagi, Fukushima) | Nordjapan (aufgeschoben: Iwate, Miyagi, Fukushima) | Nordjapan (aufgeschoben: Iwate, Miyagi, Fukushima) | Nordjapan (aufgeschoben: Iwate, Miyagi, Fukushima) | Nordjapan (aufgeschoben: Iwate, Miyagi, Fukushima) | Nordjapan (aufgeschoben: Iwate, Miyagi, Fukushima) | Nordjapan (aufgeschoben: Iwate, Miyagi, Fukushima) | Nordjapan (aufgeschoben: Iwate, Miyagi, Fukushima) | Nordjapan (aufgeschoben: Iwate, Miyagi, Fukushima) | Nordjapan (aufgeschoben: Iwate, Miyagi, Fukushima) | Nordjapan (aufgeschoben: Iwate, Miyagi, Fukushima) | Nordjapan (aufgeschoben: Iwate, Miyagi, Fukushima) | Nordjapan (aufgeschoben: Iwate, Miyagi, Fukushima) |
| Präfektur                                              | Mehrheit                                           | Mehrheit                                           |                                                    | LDP                                                |                                                    | DPJ                                                |                                                    | Kōmeitō                                            |                                                    | KPJ                                                |                                                    | andere                                             | andere                                             | andere                                             | andere                                             | andere                                             |                                                    | Unabhängige                                        | Summe                                              |
| ------------------------------------------------------ | -------------------------------------------------- | -------------------------------------------------- | -------------------------------------------------- | -------------------------------------------------- | -------------------------------------------------- | -------------------------------------------------- | -------------------------------------------------- | -------------------------------------------------- | -------------------------------------------------- | -------------------------------------------------- | -------------------------------------------------- | -------------------------------------------------- | -------------------------------------------------- | -------------------------------------------------- | -------------------------------------------------- | -------------------------------------------------- | -------------------------------------------------- | -------------------------------------------------- | -------------------------------------------------- |
| Hokkaidō                                               |                                                    | LDP: rel.                                          | 44                                                 | 44                                                 | 34                                                 | 34                                                 | 8                                                  | 8                                                  | 1                                                  | 1                                                  | –                                                  | –                                                  | –                                                  | –                                                  | –                                                  | –                                                  | 17                                                 | 17                                                 | 104                                                |
| Aomori                                                 |                                                    | LDP: abs.                                          | 25                                                 | 25                                                 | 6                                                  | 6                                                  | 2                                                  | 2                                                  | 2                                                  | 2                                                  | –                                                  | –                                                  | –                                                  | –                                                  | –                                                  | –                                                  | 13                                                 | 13                                                 | 48                                                 |
| Akita                                                  |                                                    | LDP: abs.                                          | 25                                                 | 25                                                 | 3                                                  | 3                                                  | 1                                                  | 1                                                  | 1                                                  | 1                                                  |                                                    | SDP: 2                                             | –                                                  | –                                                  | –                                                  | –                                                  | 13                                                 | 13                                                 | 45                                                 |
| Yamagata                                               |                                                    | LDP: abs.                                          | 31                                                 | 31                                                 | 3                                                  | 3                                                  | 1                                                  | 1                                                  | 1                                                  | 1                                                  |                                                    | SDP: 2                                             | –                                                  | –                                                  | –                                                  | –                                                  | 6                                                  | 6                                                  | 44                                                 |
| Ost- und Zentraljapan (nicht zur Wahl: Ibaraki, Tokio) |                                                    |                                                    |                                                    |                                                    |                                                    |                                                    |                                                    |                                                    |                                                    |                                                    |                                                    |                                                    |                                                    |                                                    |                                                    |                                                    |                                                    |                                                    |                                                    |
| Präfektur                                              | Mehrheit                                           | Mehrheit                                           |                                                    | LDP                                                |                                                    | DPJ                                                |                                                    | Kōmeitō                                            |                                                    | KPJ                                                |                                                    | andere                                             | andere                                             | andere                                             | andere                                             | andere                                             |                                                    | Unabhängige                                        | Summe                                              |
| Tochigi                                                |                                                    | LDP: rel.                                          | 22                                                 | 22                                                 | 5                                                  | 5                                                  | 3                                                  | 3                                                  | 0                                                  | 0                                                  |                                                    | Minna no Tō: 13                                    | –                                                  | –                                                  | –                                                  | –                                                  | 7                                                  | 7                                                  | 50                                                 |
| Gunma                                                  |                                                    | LDP: abs.                                          | 30                                                 | 30                                                 | 4                                                  | 4                                                  | 3                                                  | 3                                                  | 2                                                  | 2                                                  |                                                    | Minna no Tō: 1                                     | –                                                  | –                                                  | –                                                  | –                                                  | 10                                                 | 10                                                 | 50                                                 |
| Saitama                                                |                                                    | LDP: abs.                                          | 48                                                 | 48                                                 | 11                                                 | 11                                                 | 9                                                  | 9                                                  | 2                                                  | 2                                                  |                                                    | Minna no Tō: 1                                     |                                                    | SDP: 1                                             | –                                                  | –                                                  | 22                                                 | 22                                                 | 94                                                 |
| Chiba (inkl. Urayasu)                                  |                                                    | LDP: abs.                                          | 53                                                 | 53                                                 | 17                                                 | 17                                                 | 7                                                  | 7                                                  | 4                                                  | 4                                                  |                                                    | Minna no Tō: 4                                     |                                                    | Net Chiba: 2                                       |                                                    | SDP: 1                                             | 7                                                  | 7                                                  | 95                                                 |
| Kanagawa                                               |                                                    | LDP: rel.                                          | 40                                                 | 40                                                 | 29                                                 | 29                                                 | 10                                                 | 10                                                 | 0                                                  | 0                                                  |                                                    | Minna no Tō: 15                                    |                                                    | Kanagawa Net: 1                                    | –                                                  | –                                                  | 12                                                 | 12                                                 | 107                                                |
| Niigata                                                |                                                    | LDP: abs.                                          | 29                                                 | 29                                                 | 7                                                  | 7                                                  | 1                                                  | 1                                                  | 1                                                  | 1                                                  |                                                    | Mushozoku no Kai: 3                                |                                                    | SDP: 2                                             | –                                                  | –                                                  | 10                                                 | 10                                                 | 53                                                 |
| Toyama                                                 |                                                    | LDP: abs.                                          | 28                                                 | 28                                                 | 4                                                  | 4                                                  | 1                                                  | 1                                                  | 1                                                  | 1                                                  |                                                    | SDP: 3                                             | –                                                  | –                                                  | –                                                  | –                                                  | 3                                                  | 3                                                  | 40                                                 |
| Ishikawa                                               |                                                    | LDP: abs.                                          | 25                                                 | 25                                                 | 8                                                  | 8                                                  | 2                                                  | 2                                                  | 1                                                  | 1                                                  |                                                    | Shinshin Ishikawa: 1                               | –                                                  | –                                                  | –                                                  | –                                                  | 6                                                  | 6                                                  | 43                                                 |
| Fukui                                                  |                                                    | LDP: abs.                                          | 25                                                 | 25                                                 | 5                                                  | 5                                                  | 1                                                  | 1                                                  | 1                                                  | 1                                                  | –                                                  | –                                                  | –                                                  | –                                                  | –                                                  | –                                                  | 5                                                  | 5                                                  | 37                                                 |
| Yamanashi                                              |                                                    |                                                    | 14                                                 | 14                                                 | 1                                                  | 1                                                  | 1                                                  | 1                                                  | 1                                                  | 1                                                  | –                                                  | –                                                  | –                                                  | –                                                  | –                                                  | –                                                  | 21                                                 | 21                                                 | 38                                                 |
| Nagano                                                 |                                                    |                                                    | 16                                                 | 16                                                 | 5                                                  | 5                                                  | 3                                                  | 3                                                  | 6                                                  | 6                                                  |                                                    | Sōshikai: 3                                        |                                                    | SDP: 2                                             | –                                                  | –                                                  | 23                                                 | 23                                                 | 58                                                 |
| Gifu                                                   |                                                    | LDP: abs.                                          | 30                                                 | 30                                                 | 8                                                  | 8                                                  | 2                                                  | 2                                                  | 1                                                  | 1                                                  | –                                                  | –                                                  | –                                                  | –                                                  | –                                                  | –                                                  | 5                                                  | 5                                                  | 46                                                 |
| Shizuoka                                               |                                                    | LDP: abs.                                          | 35                                                 | 35                                                 | 17                                                 | 17                                                 | 5                                                  | 5                                                  | 0                                                  | 0                                                  |                                                    | Minna no Tō: 1                                     | –                                                  | –                                                  | –                                                  | –                                                  | 11                                                 | 11                                                 | 69                                                 |
| Aichi                                                  |                                                    | LDP: rel.                                          | 49                                                 | 49                                                 | 26                                                 | 26                                                 | 6                                                  | 6                                                  | 0                                                  | 0                                                  |                                                    | Genzei Nippon: 13                                  |                                                    | Nihon-ichi Aichi no Kai: 5                         | –                                                  | –                                                  | 4                                                  | 4                                                  | 103                                                |
| Westjapan                                              |                                                    |                                                    |                                                    |                                                    |                                                    |                                                    |                                                    |                                                    |                                                    |                                                    |                                                    |                                                    |                                                    |                                                    |                                                    |                                                    |                                                    |                                                    |                                                    |
| Präfektur                                              | Mehrheit                                           | Mehrheit                                           |                                                    | LDP                                                |                                                    | DPJ                                                |                                                    | Kōmeitō                                            |                                                    | KPJ                                                |                                                    | andere                                             | andere                                             | andere                                             | andere                                             | andere                                             |                                                    | Unabhängige                                        | Summe                                              |
| Mie                                                    |                                                    | LDP: rel.                                          | 19                                                 | 19                                                 | 11                                                 | 11                                                 | 2                                                  | 2                                                  | 0                                                  | 0                                                  |                                                    | Shinsei Mie: 3                                     |                                                    | Minna no Tō: 1                                     | –                                                  | –                                                  | 15                                                 | 15                                                 | 51                                                 |
| Shiga                                                  |                                                    | LDP: rel.                                          | 20                                                 | 20                                                 | 12                                                 | 12                                                 | 2                                                  | 2                                                  | 0                                                  | 0                                                  |                                                    | Taiwa de tsunagō Shiga: 4                          |                                                    | Minna no Tō: 1                                     | –                                                  | –                                                  | 8                                                  | 8                                                  | 47                                                 |
| Kyōto                                                  |                                                    | LDP: rel.                                          | 25                                                 | 25                                                 | 15                                                 | 15                                                 | 5                                                  | 5                                                  | 11                                                 | 11                                                 | –                                                  | –                                                  | –                                                  | –                                                  | –                                                  | –                                                  | 4                                                  | 4                                                  | 60                                                 |
| Osaka                                                  |                                                    | Ishin: abs.                                        | 13                                                 | 13                                                 | 10                                                 | 10                                                 | 21                                                 | 21                                                 | 4                                                  | 4                                                  |                                                    | Ishin: 57                                          |                                                    | Minna no Tō: 1                                     | –                                                  | –                                                  | 3                                                  | 3                                                  | 109                                                |
| Hyōgo                                                  |                                                    |                                                    | 26                                                 | 26                                                 | 17                                                 | 17                                                 | 12                                                 | 12                                                 | 5                                                  | 5                                                  |                                                    | Minna no Tō: 1                                     |                                                    | Nishinomiya Ishin: 1                               | –                                                  | –                                                  | 27                                                 | 27                                                 | 89                                                 |
| Nara                                                   |                                                    | LDP: rel.                                          | 20                                                 | 20                                                 | 8                                                  | 8                                                  | 5                                                  | 5                                                  | 3                                                  | 3                                                  |                                                    | Minna no Tō: 1                                     |                                                    | SDP: 1                                             | –                                                  | –                                                  | 6                                                  | 6                                                  | 44                                                 |
| Wakayama                                               |                                                    | LDP: abs.                                          | 26                                                 | 26                                                 | 1                                                  | 1                                                  | 4                                                  | 4                                                  | 3                                                  | 3                                                  | –                                                  | –                                                  | –                                                  | –                                                  | –                                                  | –                                                  | 8                                                  | 8                                                  | 42                                                 |
| Tottori                                                |                                                    | LDP: rel.                                          | 16                                                 | 16                                                 | 6                                                  | 6                                                  | 3                                                  | 3                                                  | 2                                                  | 2                                                  | –                                                  | –                                                  | –                                                  | –                                                  | –                                                  | –                                                  | 8                                                  | 8                                                  | 35                                                 |
| Shimane                                                |                                                    | LDP: rel.                                          | 18                                                 | 18                                                 | 5                                                  | 5                                                  | 1                                                  | 1                                                  | 2                                                  | 2                                                  | –                                                  | –                                                  | –                                                  | –                                                  | –                                                  | –                                                  | 11                                                 | 11                                                 | 37                                                 |
| Okayama                                                |                                                    | LDP: abs.                                          | 34                                                 | 34                                                 | 5                                                  | 5                                                  | 5                                                  | 5                                                  | 2                                                  | 2                                                  | –                                                  | –                                                  | –                                                  | –                                                  | –                                                  | –                                                  | 10                                                 | 10                                                 | 56                                                 |
| Hiroshima                                              |                                                    | LDP: rel.                                          | 32                                                 | 32                                                 | 7                                                  | 7                                                  | 6                                                  | 6                                                  | 1                                                  | 1                                                  | –                                                  | –                                                  | –                                                  | –                                                  | –                                                  | –                                                  | 20                                                 | 20                                                 | 66                                                 |
| Yamaguchi                                              |                                                    | LDP: abs.                                          | 27                                                 | 27                                                 | 5                                                  | 5                                                  | 5                                                  | 5                                                  | 2                                                  | 2                                                  |                                                    | SDP: 1                                             | –                                                  | –                                                  | –                                                  | –                                                  | 9                                                  | 9                                                  | 49                                                 |
| Tokushima                                              |                                                    | LDP: abs.                                          | 21                                                 | 21                                                 | 4                                                  | 4                                                  | 2                                                  | 2                                                  | 3                                                  | 3                                                  |                                                    | Minna no Tō: 1                                     |                                                    | Tachiagare Nippon: 1                               | –                                                  | –                                                  | 9                                                  | 9                                                  | 41                                                 |
| Kagawa                                                 |                                                    | LDP: abs.                                          | 27                                                 | 27                                                 | 2                                                  | 2                                                  | 2                                                  | 2                                                  | 2                                                  | 2                                                  |                                                    | SDP: 4                                             |                                                    | Genki na Kagawa o tsukuru: 1                       | –                                                  | –                                                  | 3                                                  | 3                                                  | 41                                                 |
| Ehime                                                  |                                                    | LDP: abs.                                          | 30                                                 | 30                                                 | 2                                                  | 2                                                  | 3                                                  | 3                                                  | 1                                                  | 1                                                  |                                                    | SDP: 2                                             | –                                                  | –                                                  | –                                                  | –                                                  | 9                                                  | 9                                                  | 47                                                 |
| Kōchi                                                  |                                                    |                                                    | 13                                                 | 13                                                 | 1                                                  | 1                                                  | 3                                                  | 3                                                  | 5                                                  | 5                                                  | –                                                  | –                                                  | –                                                  | –                                                  | –                                                  | –                                                  | 17                                                 | 17                                                 | 39                                                 |
| Südjapan (nicht zur Wahl: Okinawa)                     |                                                    |                                                    |                                                    |                                                    |                                                    |                                                    |                                                    |                                                    |                                                    |                                                    |                                                    |                                                    |                                                    |                                                    |                                                    |                                                    |                                                    |                                                    |                                                    |
| Präfektur                                              | Mehrheit                                           | Mehrheit                                           |                                                    | LDP                                                |                                                    | DPJ                                                |                                                    | Kōmeitō                                            |                                                    | KPJ                                                |                                                    | andere                                             | andere                                             | andere                                             | andere                                             | andere                                             |                                                    | Unabhängige                                        | Summe                                              |
| Fukuoka                                                |                                                    | LDP: rel.                                          | 41                                                 | 41                                                 | 20                                                 | 20                                                 | 11                                                 | 11                                                 | 0                                                  | 0                                                  |                                                    | Nōseiren: 3                                        | –                                                  | –                                                  | –                                                  | –                                                  | 11                                                 | 11                                                 | 86                                                 |
| Saga                                                   |                                                    | LDP: abs.                                          | 27                                                 | 27                                                 | 4                                                  | 4                                                  | 1                                                  | 1                                                  | 1                                                  | 1                                                  |                                                    | SDP: 1                                             | –                                                  | –                                                  | –                                                  | –                                                  | 4                                                  | 4                                                  | 38                                                 |
| Nagasaki                                               |                                                    | LDP: rel.                                          | 20                                                 | 20                                                 | 11                                                 | 11                                                 | 3                                                  | 3                                                  | 1                                                  | 1                                                  |                                                    | SDP: 2                                             | –                                                  | –                                                  | –                                                  | –                                                  | 10                                                 | 10                                                 | 46                                                 |
| Kumamoto                                               |                                                    | LDP: abs.                                          | 28                                                 | 28                                                 | 1                                                  | 1                                                  | 3                                                  | 3                                                  | 1                                                  | 1                                                  |                                                    | NSP: 1                                             | –                                                  | –                                                  | –                                                  | –                                                  | 15                                                 | 15                                                 | 49                                                 |
| Ōita                                                   |                                                    | LDP: rel.                                          | 18                                                 | 18                                                 | 3                                                  | 3                                                  | 3                                                  | 3                                                  | 1                                                  | 1                                                  |                                                    | SDP: 3                                             | –                                                  | –                                                  | –                                                  | –                                                  | 16                                                 | 16                                                 | 44                                                 |
| Miyazaki                                               |                                                    | LDP: rel.                                          | 18                                                 | 18                                                 | 3                                                  | 3                                                  | 3                                                  | 3                                                  | 1                                                  | 1                                                  |                                                    | SDP: 3                                             | –                                                  | –                                                  | –                                                  | –                                                  | 11                                                 | 11                                                 | 39                                                 |
| Kagoshima                                              |                                                    | LDP: abs.                                          | 32                                                 | 32                                                 | 1                                                  | 1                                                  | 3                                                  | 3                                                  | 1                                                  | 1                                                  |                                                    | SDP: 1                                             | –                                                  | –                                                  | –                                                  | –                                                  | 13                                                 | 13                                                 | 51                                                 |

## Gemeindeebene

### „Großstädte per Regierungserlass“

#### Bürgermeister
Bei den einheitlichen Regionalwahlen wurden Bürgermeister in Sapporo (Hokkaidō), Shizuoka (Shizuoka), Hamamatsu (Shizuoka), Hiroshima (Hiroshima) sowie im 2010 zur seirei shitei toshi ernannten Sagamihara (Kanagawa) gewählt. Offizieller Wahlkampfbeginn war der 27. März 2011. In Hamamatsu war Bürgermeister Yasutomo Suzuki ohne Gegenkandidat und wurde ohne Abstimmung wiedergewählt. In Hiroshima bewarben sich sechs Kandidaten um die Nachfolge von Tadatoshi Akiba, der LDP-Kōmeitō-gestützte Kazumi Matsui, ein ehemaliger Beamter des Sozial- und Gesundheitsministeriums, setzte sich durch. In Shizuoka zog sich der seit 1994 amtierende Zenkichi Kojima zurück, zum Nachfolger wurde mit LDP-Unterstützung und rund 45 % der Stimmen der ehemalige Präfekturparlamentsabgeordnete Nobuhiro Tanabe gewählt. In Sapporo und Sagamihara wurden die Amtsinhaber wiedergewählt.
| Stadt                 | Wahlsieger (Anzahl bei Wiederwahlen) | Unterstützerparteien | Unterstützerparteien | Unterstützerparteien | Unterstützerparteien |
| --------------------- | ------------------------------------ | -------------------- | -------------------- | -------------------- | -------------------- |
| Sapporo (Hokkaidō)    | Fumio Ueda (3)                       |                      |                      |                      | DPJ, SDP, NVP        |
| Sagamihara (Kanagawa) | Toshio Kayama (2)                    |                      |                      |                      |                      |
| Shizuoka (Shizuoka)   | Nobuhiro Tanabe                      |                      |                      |                      | LDP                  |
| Hamamatsu (Shizuoka)  | Yasutomo Suzuki (2)                  | ohne Abstimmung      | ohne Abstimmung      | ohne Abstimmung      | ohne Abstimmung      |
| Hiroshima (Hiroshima) | Kazumi Matsui                        |                      |                      |                      | LDP, Kōmeitō         |

#### Stadträte
In allen seirei shitei toshi mit Ausnahme von Shizuoka, Kitakyūshū (Fukuoka), Nagoya (Aichi) sowie Sendai (Miyagi), wo die Wahl erdbebenbedingt verschoben wird, wurden die Stadträte neu gewählt. In den meisten war vor der Wahl die Liberaldemokratische Partei stärkste Fraktion. Offizieller Wahlkampfbeginn war der 1. April 2011. Für die insgesamt 924 Sitze in den 15 Stadträten gab es zu Wahlkampfbeginn 1.361 Kandidaten, darunter 239 Frauen. Da in allen Wahlkreisen mehr Kandidaten als Sitze vorhanden waren, wurde überall abgestimmt.
| Partei | Partei                       | Stimmen   | Anteil  | Änderung (zur letzten Wahl) | Abgeordnete |
| ------ | ---------------------------- | --------- | ------- | --------------------------- | ----------- |
|        | Liberaldemokratische Partei  | 1.905.126 | 24,1 %  | −2,6                        | 222         |
|        | Demokratische Partei         | 1.356.990 | 17,2 %  | −4,2                        | 147         |
|        | Kōmeitō                      | 1.234.567 | 15,6 %  | −0,7                        | 157         |
|        | Kommunistische Partei Japans | 814.376   | 10,3 %  | −1,9                        | 99          |
|        | Minna no Tō                  | 432.096   | 5,5 %   | (+5,5)                      | 40          |
|        | Sozialdemokratische Partei   | 53.781    | 0,7 %   | −0,6                        | 7           |
|        | Tachiagare Nippon            | 13.639    | 0,2 %   | (+0,2)                      | 1           |
|        | Sonstige                     | 772.687   | 9,8 %   | (+4,5)                      | 73          |
|        | Unabhängige                  | 1.306.294 | 16,6 %  | +0,1                        | 178         |
| Summe  | Summe                        | 7.889.556 | 100,0 % | –                           | 924         |

| Stadt                 | Mehrheit | Mehrheit    |    | LDP |    | DPJ |    | Kōmeitō |    | KPJ |    | Minna |   | SDP |   | Sonstige                          | Sonstige | Sonstige             |    | Unabhängige | Summe |
| --------------------- | -------- | ----------- | -- | --- | -- | --- | -- | ------- | -- | --- | -- | ----- | - | --- | - | --------------------------------- | -------- | -------------------- | -- | ----------- | ----- |
| Sapporo (Hokkaidō)    |          | DPJ: rel.   | 21 | 21  | 22 | 22  | 10 | 10      | 5  | 5   | 1  | 1     | 0 | 0   |   | Shimin Net: 3                     |          | Kaikaku Sapporo: 2   | 4  | 4           | 68    |
| Saitama (Saitama)     |          | LDP: rel.   | 19 | 19  | 13 | 13  | 11 | 11      | 7  | 7   | 1  | 1     | – | –   |   | Saitama Mirai: 1                  | –        | –                    | 8  | 8           | 60    |
| Chiba (Chiba)         |          | LDP: rel.   | 14 | 14  | 10 | 10  | 8  | 8       | 6  | 6   | 2  | 2     | – | –   |   | Net Chiba: 2                      | –        | –                    | 12 | 12          | 54    |
| Yokohama (Kanagawa)   |          | LDP: rel.   | 30 | 30  | 17 | 17  | 15 | 15      | 5  | 5   | 13 | 13    | 0 | 0   |   | Yokohama-kai: 2                   |          | Network Yokohama: 1  | 3  | 3           | 86    |
| Kawasaki (Kanagawa)   |          | LDP: rel.   | 16 | 16  | 14 | 14  | 13 | 13      | 10 | 10  | 6  | 6     | – | –   | – | –                                 | –        | –                    | 1  | 1           | 60    |
| Sagamihara (Kanagawa) |          |             | 1  | 1   | 9  | 9   | 8  | 8       | 4  | 4   | 4  | 4     | 1 | 1   | – | –                                 | –        | –                    | 22 | 22          | 49    |
| Niigata (Niigata)     |          |             | 11 | 11  | 6  | 6   | 4  | 4       | 7  | 7   | –  | –     | 1 | 1   |   | Midori no Niigata: 1              | –        | –                    | 26 | 26          | 56    |
| Hamamatsu (Shizuoka)  |          |             | 5  | 5   | 2  | 2   | 5  | 5       | 2  | 2   | 0  | 0     | 1 | 1   | – | –                                 | –        | –                    | 31 | 31          | 46    |
| Kyōto (Kyōto)         |          | LDP: rel.   | 23 | 23  | 13 | 13  | 12 | 12      | 15 | 15  | 1  | 1     | 0 | 0   |   | Kyōto-tō: 4                       | –        | –                    | 1  | 1           | 69    |
| Osaka (Osaka)         |          | Ishin: rel. | 17 | 17  | 8  | 8   | 19 | 19      | 8  | 8   | 0  | 0     | – | –   |   | Ishin: 33                         | –        | –                    | 1  | 1           | 86    |
| Sakai (Osaka)         |          | Ishin: rel. | 7  | 7   | 5  | 5   | 12 | 12      | 8  | 8   | 0  | 0     | – | –   |   | Ishin: 13                         | –        | –                    | 7  | 7           | 52    |
| Kōbe (Hyōgo)          |          | LDP: rel.   | 19 | 19  | 13 | 13  | 12 | 12      | 9  | 9   | 8  | 8     | 0 | 0   |   | NSP: 2                            |          | Tachiagare Nippon: 1 | 5  | 5           | 69    |
| Okayama (Okayama)     |          |             | –  | –   | 4  | 4   | 8  | 8       | 5  | 5   | –  | –     | 4 | 4   |   | Shimin no Tō ‚Jiyū to Sekinin‘: 1 | –        | –                    | 34 | 34          | 55    |
| Hiroshima (Hiroshima) |          | LDP: rel.   | 21 | 21  | 3  | 3   | 8  | 8       | 3  | 3   | 1  | 1     | 3 | 3   | – | –                                 | –        | –                    | 16 | 16          | 55    |
| Fukuoka (Fukuoka)     |          | LDP: rel.   | 18 | 18  | 8  | 8   | 12 | 12      | 5  | 5   | 3  | 3     | 1 | 1   |   | Mirai Fukuoka: 7                  |          | Heiseikai: 1         | 7  | 7           | 62    |

### Übrige Gemeinden
Insgesamt standen Bürgermeister und Parlament in hunderten kreisfreien Städten (ohne „Großstädte per Regierungserlass“), Tokioter „Sonderbezirken“ und kreisangehörigen Städten und Dörfern zur Wahl. Offizieller Wahlkampfbeginn in kreisfreien Städten und „Sonderbezirken“ war der 17. April 2011, in kreisangehörigen Städten und Dörfern der 19. April 2011.
Nationales Medienecho finden unter anderem einige Tokioter Bürgermeisterwahlen – so sah sich z. B. der konservative Amtsinhaber im Bezirk Taitō, Hiroshi Yoshizumi, einer starken LDP-gestützten Kandidatur des ehemaligen Oberhausabgeordneten Sanzō Hosaka gegenüber – und die Bürgermeisterwahlen in den Präfekturhauptstädten Tsu (Mie), Nagasaki (Nagasaki) und Ōita (Ōita), in Takamatsu (Kagawa) wurde der Amtsinhaber ohne Abstimmung wiedergewählt. Insgesamt gab es 46 Kandidaten für die 13 Tokioter Bürgermeister, 203 für die 88 Stadtbürgermeister, und bei den Ratswahlen 1.162 Kandidaten in 21 „Sonderbezirken“ und 8.625 (darunter 1.268 Frauen) für die insgesamt 7.104 Sitze in 293 kreisfreien Städten.
In Nagasaki wurde Amtsinhaber Taue als Kandidat der großen Parteien wiedergewählt, in Tsu und Ōita hatten zwei verschiedene Kandidaten die Unterstützung von Demokraten und Liberaldemokraten, dabei gewann in Ōita, seit Jahrzehnten eine Anti-LDP-Hochburg, der DPJ-gestützte Ban Kugimiya. Auch in Tsu – Mie ist die Heimatpräfektur von DPJ-Generalsekretär Okada und eine relative Hochburg der Demokraten – gewann der demokratisch-gestützte Kandidat. In Setagaya, der bevölkerungsreichsten Gemeinde der Präfektur Tokio, wurde der ehemalige sozialdemokratische Unterhausabgeordnete Nobuto Hosaka zum Bürgermeister gewählt. In Yūbari (Hokkaidō), Japans einziger insolventen kreisfreien Stadt, gewann der ehemalige Beamte der Tokioter Präfekturverwaltung Naomichi Suzuki die Wahl, mit 30 Jahren der landesweit jüngste Bürgermeister. In Suita (Osaka) wurde Tetsuya Inoue vom Ōsaka Ishin no Kai, der Regionalpartei von Gouverneur Hashimoto, gewählt.

## Nachwahl zum nationalen Parlament
Im 6. Wahlkreis Aichi für das Shūgiin wurde ein Nachfolger für den Demokraten Yoshihiro Ishida gewählt, der für seine Kandidatur bei der Bürgermeisterwahl in der Stadt Nagoya im Februar 2011 zurückgetreten war. Der Wahlkreis umfasst nördliche Vororte von Nagoya. Der Wahlkampf begann am 12. April 2011: Für die LDP trat Hideki Niwa an, der den Wahlkreis von 2005 bis 2009 repräsentiert hatte. Die Demokratische Partei stellte keinen Kandidaten auf, dafür versuchte die Regionalpartei Genzei Nippon durch die Nominierung der Journalistin Masayo Kawamura einen Vorstoß in die nationale Politik. Weitere Kandidaten waren die Kommunistin Akemi Kawae, 2010 Verhältniswahlkandidatin bei der Sangiin-Wahl, sowie ein Unabhängiger und eine Kōfuku-jitsugen-tō-Kandidatin. Wie bei vielen Präfektur- und Kommunalwahlen waren der Katastrophenschutz und der Wiederaufbau nach dem Tōhoku-Erdbeben Themen des Wahlkampfs. Niwa gewann.

### Medien: Features und Portale
- NHK: 2011 統一地方選 (Memento vom 21. Juli 2013 im Internet Archive)
- Yomiuri Shimbun: 統一地方選2011
- Asahi Shimbun: 2011統一地方選・衆院補選
- Jiji Tsūshin: 2011年統一地方選挙
- 47 News (Verband der Lokalzeitungen Zenkoku Shimbun Net): 特集・統一地方選挙
- Yahoo News: 統一地方選挙
- The Senkyo (K.K. Voice Japan): Wahlergebnisse nationaler und lokaler Wahlen

### Parteien: Kandidaten und Wahlprogramme (local manifesto)
- Demokratische Partei: Kandidaten für die einheitlichen Regionalwahlen 2011
- Liberaldemokratische Partei: Kandidaten für die einheitlichen Regionalwahlen 2011
- Kōmeitō: Kandidaten für die einheitlichen Regionalwahlen 2011
- Kommunistische Partei Japans: Regionalpolitik; Shimbun Akahata: Regionalpolitik
- Minna no Tō: Kandidaten für die einheitlichen Regionalwahlen 2011